# Homonormatywność
Homonormatywność – uprzywilejowanie heteronormatywnych ideałów i konstrukcji dotyczących kultury i tożsamości LGBT. Opiera się na założeniu, że normy i wartości heteroseksualności (takie jak monogamia, czy rodzicielstwo) powinny być kopiowane i egzekwowane wśród osób homoseksualnych. Homonormatywność selektywnie przedstawia wpisujące się w te normy postawy osób LGBT jako godne społecznej akceptacji. Termin zaproponowała Lisa Duggan w 2003 roku w swojej książce krytykując procesy asymilacji społeczności LGBT do heteronormatywnego systemu na prawach tego systemu. 